# 오스틴 장로교 신학교
오스틴 장로교신학교(Austin Presbyterian Theological Seminary)는 미국 텍사스주 오스틴에 있는 장로교 신학교이다. 1902년에 설립되었다. 미국장로교이고, 북미 신학교협회에 가입했다.

## 같이 보기
- 미국 남장로교회